# 각간
각간(角干)은 신라의 17관등(官等)의 제1등으로 이찬의 위이다. 각찬(角粲), 이벌간(伊罰干), 이벌찬(伊罰湌), 서발한(舒發翰), 우벌찬(于伐湌), 서불감(舒弗邯), 일벌찬(一伐湌)이라고도 한다.

## 개요
《삼국사기》에는 노례왕 9년(32년)에 처음 17관등을 정하면서 제1등으로 제정되었다고 되어 있다. 이벌찬 관등과 함께 중앙과 지방의 군사 업무를 맡거나 기밀 정무를 맡아 왕의 정치 자문이 되기도 했다. 《삼국사기》에는 '이벌찬' 다음으로 '서불한(또는 서발한)' 또는 '각간'(角干)이라는 이칭이 초기에 많이 쓰였는데, 후기에는 각간(角干)이라는 용어로만 더 많이 불리게 되었다. 중국의 《양서》 및 《남사》, 《북사》와 《수서》, 《당서》 신라전에는 자분한기(子賁旱支)로 기록되어 있다.
《삼국유사》에 인용된 《가락국기》에서는 "계림의 제도를 모방하여 각간, 아질간(阿叱干), 급간(級干) 등의 관직을 두었다"고 가야의 관등으로도 쓰였음을 밝히고 있으며, 또한 신라 말에서 고려 초까지 호족(豪族)들이 스스로를 자칭하는 용어로서 사용하기도 했는데, 고려 말의 학자 이제현은 고려 왕실의 족보인 《성원록》(聖原錄)을 인용하여 왕건의 외증조부의 이름이 '각간(角干) 두은점'임을 《역옹패설》에서 밝히고 있다.

## 각간에 임명된 인물
- 순정(順貞) - 탈해왕 11년(67년)[1]
- 진충(眞忠) - 내해왕 10년(205년)
- 석이음(利音) - 내해왕 12년(207년) 중앙과 지방의 군사에 관한 일을 겸하여 맡도록 하였다.
- 충훤(忠萱) - 내해왕 25년(220년) 이음의 후임으로 이벌찬이 됨
- 연진(連珍) - 내해왕 27년(222년) 충원의 좌천으로 이벌찬이 됨 군사 업무를 맡음
- 석우로(昔于老) - 조분왕 15년(244년) 서불한으로 삼아 군사에 관한 일을 겸하여 맡게 하였다.
- 장훤(長萱) - 첨해왕 2년(248년) 서불한이 됨
- 양부(良夫) - 미추왕 2년(263년) 서불한이 됨. 중앙과 지방의 군사에 관한 일을 겸하여 맡도록 하였다.
- 홍권(弘權) - 유례왕 2년(285년) 서불한이 됨. 기밀 정무를 맡다.
- 김말구(金末仇) - 유례왕 8년(291년) 왕이 정치 자문을 구함
- 강세(康世) - 흘해왕 36년(345년)
- 미사품(未斯品) - 실성왕 2년(403년) 서불한. 군무와 국정에 관한 일을 맡다.
- 미사흔(未斯欣) - 눌지왕 17년(433년)에 사망. 서불한 추증.
- 박문량(朴文良) - 자비왕(478년) 65세때 임명[2]
- 내숙 - 소지왕 8년(486년) 국정에 참여
- 비지(比智) - 소지왕 15년(493년) 당시 이벌찬.[3] 딸이 각각 백제 동성왕과 대가야 이뇌왕의 비가 되었다.
- 잉숙(仍宿)[4]
- 김무력(金武力)[5]
- 비태(比台) - 진흥왕 11년(551년) 당시 각찬(角湌)으로서 백제와 함께 고구려를 공격하였다.
- 우덕(于德) - 진흥왕 15년(554년) 당시 각간으로 관산성에서 백제군과 싸웠다.
- 사진(思眞) - 선덕여왕 6년(637년) 서불한이 됨.
- 김서현(金舒玄)[6]
- 김유신
- 김인문 - 태종 무열왕의 왕자로 같은 왕 2년(655년)에 김인태(金仁泰)라는 이름으로 각찬(角湌)이 됨. 문무왕 4년(664년) 각간 관등으로 등장한다.
- 김개원(金愷元)[7]
- 김천존(金天存) - 문무왕 8년(668년) 각간으로서 고구려 공격의 귀당총관으로 참전했다. 같은 왕 19년(679년) 춘장(春長)의 후임으로 중시(中侍)로 임명될 당시 서불한.
- 문충(文忠) - 문무왕 8년(668년) 각간으로서 대당총관(大幢摠管)이 되어 고구려 공격에 참전.
- 김흠순(金欽純) - 문무왕 8년에 고구려를 공격할 당시 관등이 이미 각간이었다.
- 진순(陳純)[8]
- 죽지(竹旨)
- 품일(品日) - 관창의 아버지이다.
- 김순원(金順元)[9]
- 김원진(金元眞)[10]
- 사공 (思恭) - 성덕왕 31년(732년) 각간으로서 당의 요청에 따라 발해 원정을 위한 파병군의 장군으로 임명되었다.
- 김의충(金義忠) - 경덕왕 2년(743년) 당시 서불한. 혜공왕의 어머니 만월부인(滿月夫人)의 아버지.
- 민장(敏藏)[11]
- 김원훈(金元訓)[12]
- 김위정(金魏正)[13]
- 김장(金將)[14]
- 김대공(金大恭)[15] - 대공의 난을 일으킨 장본인. 《삼국유사》에는 대공의 난 당시 "서울 및 5도의 주와 군에서 96각간이 서로 싸워 나라가 어지러웠다"고 전하고 있다.
- 김경신[16]
- 김신술(金神述)[17]
- 김예영(金禮英)[18]
- 김언승 - 애장왕 원년(800년)에 각간이 됨.
- 김충공(金忠恭) - 헌덕왕 14년(822년) 각간으로서 김헌창의 난 진압을 맡았으며, 딸 정교(貞嬌)가 태자비가 됨. 《삼국유사》 왕력편에 희강왕의 비 문목왕후(文穆王后)의 아버지로 기록된 충효(忠孝, 또는 중공重恭) 각간과 동일인물로 여겨진다.
- 원순(元順), 평원(平原) - 헌덕왕 15년(823년)에 나이 일흔으로 벼슬에서 물러나기를 고하였고 왕으로부터 궤장(几杖)이 하사되었다.
- 김영공(金永公)[19]
- 김양(金陽) - 문성왕 19년(857년)에 사망. 서발한 추증.
- 김인경(金仁慶)[20]
- 김위홍(金魏弘) - 진성여왕 2년(888년) 각간으로서 대구화상(大矩和尙)과 함께 왕명으로 향가를 모아 수집한 《삼대목(三代目)》을 지었다.
- 준흥(俊興) - 효공왕 2년(898년)에 상대등으로 임명될 당시 관등이 서발한.
- 김예겸(金乂謙)[21]
- 김순홍(金順弘)[22]
- 대존(大尊)[23]
- 김성(金成) - 경명왕 3년(919년)에 각찬이 되었다.
- 우오(羽烏) - 탈해 이사금 때 이벌찬으로 17년 목출도에서 왜적을 막다 전사하였다.

## 같이 보기
- 신라의 관직